# Neolophonotus leechi
Neolophonotus leechi là một loài ruồi trong họ Asilidae. Neolophonotus leechi được Londt miêu tả năm 1988. Loài này phân bố ở vùng nhiệt đới châu Phi.